# Triclistus rectus
Triclistus rectus là một loài tò vò trong họ Ichneumonidae.